# Cavendishia melastomoides
Cavendishia melastomoides là một loài thực vật có hoa trong họ Thạch nam. Loài này được (Klotzsch) Hemsl. mô tả khoa học đầu tiên năm 1881.